# Concordato entre el Estado español y la Santa Sede de 1953
El concordato entre el Estado español y la Santa Sede de 1953 fue firmado en la Ciudad del Vaticano, el 27 de agosto de 1953 por el secretario de Estado de la Santa Sede Domenico Tardini, Alberto Martín Artajo y Fernando María Castiella y Maíz, embajador de España ante la Santa Sede.

## Contexto histórico
La política laicista de la Segunda República (1931-1939) llevó a la Santa Sede a considerar derogado el Concordato de 1851 firmado durante el reinado de Isabel II de España, en el cual se habían restablecido las relaciones Iglesia-Estado, gravemente deterioradas a partir de la muerte de Fernando VII, en 1833. Tras la Guerra Civil y la instauración del régimen franquista (1939-1975), las negociaciones para una renovación concordataria fueron arduas y largas; de hecho se fueron firmando una serie de acuerdos parciales (provisión de las sedes episcopales, 1941; provisión de los beneficios no consistoriales, 1941; seminarios y facultades eclesiásticas, 1946; elección de un vicariato castrense 1950) mientras las negociaciones se prolongaban. La firma del concordato definitivo sólo se alcanza el 27 de agosto de 1953.

### Petición de nuevo concordato a instancias de Francisco Franco
La promoción del concordato corresponde a Franco, quien aprovechando los 100 años del anterior Concordato de 1851, escribió en 1951 a Pío XII solicitando un nuevo concordato.
Francisco Franco escribió:

Beatísimo Padre:
[...] Extendida ahora por la paternal bondad de S.S. el año santo a todo el mundo, España entera y su autoridad se refuerzan en que las celebraciones jubilares tengan aquí la máxima solemnidad [...] Creo que no cabría forma mejor para marcar esta fecha de 1951, en que se cumple el centenario del concordato firmado en 1851, que concertado con la Santa Sede Apostólica uno nuevo donde se resuman los convenios parciales celebrados desde 1941, que,completados adecuadamente, constituyan una norma estable para las amistosas relaciones entre la Iglesia y el Estado español. Derogada espontáneamente por mi Gobierno, desde el instante en que se constituyó, toda la legislación sectaria y antirreligiosa de Gobiernos que nunca representaron el sentir español, abordados y resueltos en convenios posteriores aquellos puntos jurídicos más delicados [...] Ha llegado el momento de cumplir el propósito solemnemente [...] Lo antes posible a la celebración de un Concordato según la tradición católica de la nación española [...] Y asegurarán una pacífica y fecunda colaboración entre la Iglesia y el Estado en España. [...] Seguro de su comprensión y benevolencia postrado ante Su Santidad, besa, humildemente vuestra sandalia el más sumiso de vuestros hijos."
El Franquismo.Segunda Parte,pág.109,110.,Stanley G.Payne.Arlanza ediciones.

El intento del Régimen de Franco en este asunto no era nuevo, se arrastraba desde el fin de la guerra civil española. El papado, que notaba el peso de sus anteriores concordatos con Mussolini con los Pactos de Letrán y con Hitler con el Reichskonkordat, se mostró reticente. Tuvieron que pasar dos años más desde que Franco enviara su escrito a la Santa Sede hasta poder finalmente alcanzar un acuerdo.

### Firma y valoraciones del Concordato
Tras un largo proceso de negociación impulsado, como hemos visto, por el gobierno español y encabezado por el ministro Alberto Martín-Artajo y los embajadores ante la Santa Sede Joaquín Ruiz-Giménez y Fernando María Castiella, el concordato fue rubricado en agosto de 1953. Su firma se llevó a cabo «de forma discreta, incluso podríamos decir casi clandestinamente» a instancias de la Santa Sede, que temía las posibles repercusiones internacionales que podría atraerse por la legitimación de un régimen antidemocrático y aislado exteriormente como era el caso de la dictadura franquista, así como la posible reacción de la democracia cristiana italiana ante dicho acuerdo.
De la documentación interna de los representantes españoles se desprende la desigualdad de los esfuerzos realizados por ambas partes, siendo el Gobierno de Franco quien accedía a numerosas concesiones a cambio del único objetivo perseguido por el régimen: lograr su reconocimiento internacional como Estado católico.
La buena acogida del acuerdo por parte de Pío XII —que concedió ese mismo año a Franco la máxima condecoración vaticana (Suprema Orden de Cristo)— ha llevado a historiadores como Guy Hermet a interpretar el concordato como «la última debilidad» de este pontífice con el franquismo. Por el contrario, para Pablo Martín de Santa Olalla el pacto supuso un problema más que una solución debido a su poca viabilidad a largo plazo; hecho confirmado, en su opinión, por el Concilio Vaticano II celebrado una década más tarde, que terminaría destruyendo las bases sobre las que se asentaba este concordato.

## Contenido del Concordato español de 1953

### Concesiones a Franco en el Concordato de 1953
Si bien el Estado se comprometía a sufragar los gastos de las actividades de la Iglesia, a cambio Franco obtuvo la posibilidad de participar en el nombramiento de los obispos mediante el llamado derecho de presentación —concedido tradicionalmente a las monarquías absolutas del Antiguo Régimen—. Franco se aseguró el control del nombramiento de los obispos y el apoyo de la Iglesia católica, mientras esta última recibía importantes privilegios legales, políticos, económicos y fiscales.

### Privilegios de la Iglesia católica concedidos en el concordato de 1953
Las concesiones a la Iglesia más importantes fueron: la consagración de la unidad religiosa, el otorgamiento a las órdenes religiosas de un estatus jurídico, una importante dotación económica para el clero, competencia de la Iglesia en las causas matrimoniales, el control de la enseñanza, la prohibición de manifestarse públicamente a los otros cultos, el tomismo como base filosófica de la ciencia, etc. El acuerdo terminó de legitimar moralmente al régimen ante la comunidad internacional.
El concordato de 1953 otorgó, por tanto, a la Iglesia católica un extraordinario conjunto de privilegios:
- matrimonios canónicos obligatorios para todos los católicos;
- exención fiscales para los bienes y actividades eclesiásticos;
- subvenciones para la construcción de nuevos edificios y mantenimiento de su patrimonio;
- censura de los materiales bibliográficos, musicales, cinematográficos por parte de la iglesia;
- el derecho a constituir universidades;
- el derecho a operar emisoras de radio y publicación de periódicos y revistas;
- protección contra la intrusión policial sobre propiedades de la Iglesia;
- exención del servicio militar para el clero.

Asimismo otorgaba, en relación con otras religiones e iglesias:
- monopolio católico sobre la enseñanza religiosa en las instituciones públicas educativas (los niños de otras religiones podían estar exentos, pero no se contemplaba la situación de ateos, agnósticos ni apóstatas, cuya mera existencia no se reconocía);[6]
- monopolio católico en el culto público, excepto en Marruecos, donde se toleraban otras religiones.[6]

Estas disposiciones fueron muy controvertidas fuera de España, básicamente por la falta de reconocimiento de los derechos de las iglesias protestantes. El presidente de los Estados Unidos, Harry Truman, emitió una queja sobre la falta de libertad religiosa en la década de 1940, si bien en la década de 1950 se fueron estableciendo mejores relaciones con Estados Unidos con objeto de establecer una influencia sobre España durante la Guerra Fría (acuerdos de Madrid de 1953).

## Repercusiones de la firma del Concordato español de 1953

### Para la Iglesia católica: confesionalidad del Estado
Confirmó la confesionalidad del Estado y el más completo reconocimiento de la Iglesia católica en España. Se completó la restauración de los privilegios del clero, que habían sido eliminados en una parte mediante políticas liberales. La Iglesia estaba exenta de toda censura en su literatura, y sus grupos de Acción Católica podrían ejercer en el territorio español libremente. Asimismo, aseguraba la independencia de la Iglesia y garantizaba el aspecto jurídico de la misma. También se confirió el derecho de presentar los obispos por parte del jefe del Estado, y la validez del matrimonio canónico.

### Para el régimen franquista: reconocimiento internacional
Se logró lo que deseaba Franco, el reconocimiento internacional de su régimen por algún Estado. Un mes después se firmaron los Pactos de Madrid de 1953 entre España y los Estados Unidos.

### Modificación de las diócesis - división eclesiástica
A raíz del Concordato de 1953 entre España y la Santa Sede, los límites de las diócesis experimentaron profundos cambios. El artículo 9.1 disponía que para "evitar, en lo posible, que las diócesis abarquen territorios pertenecientes a diversas provincias civiles", ambas partes "procederán, de común acuerdo, a una revisión de las circunscripciones diocesanas. Asimismo, la Santa Sede, de acuerdo con el Gobierno español, tomará las oportunas disposiciones para eliminar los enclaves", esto es, territorios de una diócesis situados dentro de otra. En efecto el Decreto de la Sagrada Congregación Consistorial Caesaraugustanae et aliarum —Zaragoza y otras— del 2 de septiembre de 1955 afectó profundamente a las diócesis de Aragón, Cataluña y Navarra. Entre las muchas modificaciones la de Zaragoza incorporaba Santa Engracia —un enclave de la diócesis de Huesca— y las poblaciones de Mequinenza y Fayón (hasta entonces de la diócesis de Lérida), Arens de Lledó, Calaceite, Cretas y Lledó (a pesar de pertenecer a la provincia de Teruel) y perdía Cortes (Navarra) en favor de Pamplona. Posteriormente, el Decreto de la Sagrada Congregación Consistorial De mutatione finium Dioecesium Valentinae-Segorbicensis-Dertotensis, de 31 de mayo de 1960, modificaba especialmente el territorio de la Diócesis de Tortosa (en favor de Segorbe-Castellón) y la diócesis de Segorbe en favor de la Archidiócesis de Valencia.

## Modificación del Concordato: Acuerdo de 1976 y Acuerdos de 1979
El Concordato de 1953 continúa en vigor ya que no existe formalmente la firma de un nuevo concordato que lo derogue ni ha sido legalmente revocado. Sin embargo su contenido se considera sustancialmente modificado tanto por el acuerdo de 1976 como por los cuatro acuerdos firmados el 3 de enero de 1979.

### Principios de libertad religiosa y aconfesionalidad de la Constitución de 1978
Para Carlos Corral Salvador el paso del régimen autoritario de Francisco Franco a un régimen democrático —que culminó con la Constitución española de 1978—, exigía una transformación del Concordato de 1953 ya que en la Constitución se proclamaban dos nuevos principios que obligaban a dicho cambio:
1. Principio de libertad religiosa completa. Principio que vino predeterminado, según Carlos Corral, por la pertenencia de España a la Europa occidental.
2. Principio de aconfesionalidad (o neutralidad religiosa del Estado). Según C. Corral, este principio no propone un único modelo y deja abierto la interpretación al derecho interno de cada Estado el sistema que adoptar, siempre y cuando se respeten los derechos humanos y se garantice la libertad religiosa —primer principio—.

### Acuerdos internacionales entre el Estado español y la Santa Sede de 1976 y 1979
El régimen concordatario en España está compuesto por un Acuerdo entre el Estado y la Santa Sede de 1976, y por cuatro acuerdos, negociados en secreto durante la elaboración de la Constitución por el entonces ministro de Asuntos Exteriores, Marcelino Oreja y el secretario de Estado de la Santa Sede Jean Villot, que conforman los denominados Acuerdos entre el Estado y la Santa Sede de 1979 firmados el 3 de enero de 1979 —cinco días después de la entrada en vigor de la Constitución española de 1978 que lo hizo el 29 de diciembre de 1978:
- Acuerdo entre el Estado y la Santa Sede de 1976:
  - Acuerdo entre el Estado español y la Santa Sede sobre nombramientos de arzobispos, obispos y vicario general castrense y fuero judicial de 28 de julio de 1976.
- Acuerdos entre el Estado y la Santa Sede de 3 de enero de 1979:
  - Acuerdo entre el Estado español y la Santa Sede sobre Asuntos Jurídicos de 3 de enero de 1979.
  - Acuerdo entre el Estado español y la Santa Sede sobre Enseñanza y Asuntos Culturales de 3 de enero de 1979.
  - Acuerdo entre el Estado español y la Santa Sede sobre Asuntos Económicos de 3 de enero de 1979.[14]
  - Acuerdo entre el Estado español y la Santa Sede sobre la asistencia religiosa a las Fuerzas Armadas y el servicio militar de los clérigos y religiosos, de 3 de enero de 1979.[13]